# Östra Rödhällen
Östra Rödhällen är öar i Finland. De ligger i Finska viken och i kommunen Sibbo i landskapet Nyland, i den södra delen av landet. Öarna ligger omkring 15 kilometer öster om Helsingfors.
Arean för den av öarna koordinaterna pekar på är 0,8 hektar och dess största längd är 160 meter i nord-sydlig riktning. Närmaste större samhälle är Helsingfors, 15,7 km väster om Östra Rödhällen.